# 日本近代音楽館
日本近代音楽館 (にほんきんだいおんがくかん) は、日本の近代音楽・現代音楽を対象とする専門資料館。1966年に開設された財団法人遠山音楽財団附属図書室を源流とし、1987年設立の財団法人日本近代音楽財団日本近代音楽館を経て、2011年明治学院大学図書館付属機関として開館。現在の正式名称は、明治学院大学図書館付属遠山一行記念日本近代音楽館。

## 略年表
創設からの略年表は次の通り。
- 1962年6月 - 財団法人遠山音楽財団設立。
- 1966年10月 - 東京都渋谷区広尾に遠山音楽財団附属図書室開室。
- 1969年11月 - 図書室を図書館と改称、港区西麻布に移転。
- 1970年7月 - 遠山現代音楽研究所を併設、日本人作曲家の作品資料のマイクロ収録作業開始。
- 1984年10月 - 近代音楽館を設立する会発足。
- 1985年
  - 3月 - 慶應義塾大学に西洋音楽関係資料移管。
  - 4月 - 慶應義塾大学三田情報センターに遠山音楽文庫開設。
- 1986年7月 - 近代音楽館設立に向けて財団を改組。「日本近代音楽財団」と改称。
- 1987年
  - 10月 - 日本近代音楽館設立。
  - 11月 - 第1回特別展「近代日本のうた」開催。
- 1988年
  - 3月 - 『遠山音楽図書館の二十年』刊行。
  - 12月 - 館報創刊。
- 1989年6月 - 港区麻布台に移転。
- 1991年 - この年、文庫・コレクションが50件を超える。
- 1994年12月 - 第18回音楽之友社賞受賞。
- 2001年 - この年、文庫・コレクションが100件を超える。
- 2009年
  - 6月 - 学校法人明治学院への資料移管を決定。
  - 7月 - 資料移管に関する合意書調印。
- 2010年
  - 3月 - 日本近代音楽館閉館。明治学院に資料移管。
  - 6月 - 渡邉曉雄音楽基金特別賞受賞。
- 2011年5月 - 明治学院大学図書館付属日本近代音楽館開館 (港区白金台)。
- 2012年11月 - 第1回レクチャーコンサート開催
- 2015年12月 - 館名を「明治学院大学図書館付属遠山一行記念日本近代音楽館」に変更。
- 2017年6月 - OPAC公開。

## 遠山音楽財団期
音楽評論家の遠山一行により1962年に設立された財団法人遠山音楽財団は、音楽事業に対する奨励金や助成金交付のほか、「音楽図書館の設置」も事業に挙げていた。そして1966年10月東京都渋谷区広尾に附属図書室が開館、館長には遠山が、副館長には平島正郎と皆川達夫がそれぞれ就任した。蔵書構成の柱は、中世ルネサンス及びバロック音楽、現代音楽、日本の近代洋楽、の3点に置かれた。1969年には蔵書数が図書2,300、楽譜2,000、レコード2,900と増大し、「遠山音楽財団附属図書館」と改称 (通称は遠山音楽図書館)、西麻布の旧遠山一行邸に移転した。
1970年には遠山現代音楽研究所を併設し、文化庁の助成を得て日本人作曲家の自筆譜を中心とした作品資料のマイクロフィルム収録作業を1980年度まで実施した。1971年に設立された音楽図書館協議会にも当初から関わり、その事業にも尽力した。
1980年代に入り国家的規模での音楽資料センターの必要性が確認されてくると、1984年に音楽図書館協議会理事長であった遠山一行の呼びかけで、日本の近代音楽資料を調査・保存するための「近代音楽館」設立の運動が起こった。同年10月には芥川也寸志、朝比奈隆、池内友次郎、小川昂らが発起人となり「近代音楽館を設立する会」が結成された。この運動に応えて遠山音楽財団は図書館の資料蒐集方針を日本洋楽資料に一本化することとし、蔵書のうち西洋音楽関係資料を慶應義塾大学へ寄贈することを決定した。1985年に1万7千点の資料が同大学へ寄贈され、三田情報センター内に「遠山音楽文庫」が設置された。
1986年7月、遠山音楽財団は寄付行為の一部を変更、日本近代音楽財団と改称した。1986年度末の蔵書は、図書・楽譜13,000、録音資料7,600、マイクロ・写真資料1,600、文庫・寄託資料18。

## 日本近代音楽財団期
1987年10月、館長遠山一行、副館長皆川達夫のもとに日本近代音楽財団日本近代音楽館が設立。事業委員会が設けられ、旧東京音楽学校奏楽堂に分室が付設された (～2003年)。歴代の運営委員には海老沢敏、金田一春彦、三善晃ら、資料委員には秋山邦晴、小川昂、中村洪介、三善清達ら、事業委員には芥川也寸志、松下鈞らが名を連ねていた。11月には第1回特別展「近代日本のうた」が開催され、以降2005年までに特別展は26回開催された。展示会に際してはレクチャーコンサートが行われたり、関連の年譜や資料が刊行されたりした。1988年には館報創刊、以降「新聞記事にみる日本の洋楽―明治篇」プロジェクト、「日本のオペラ・管弦楽作品演奏用楽譜」所在調査、「明治の洋楽」データベース公開、演奏会プログラム・データベース公開、と次々に新規事業を展開した。日本人作曲家の記念文庫・コレクションは徐々に数を増やし、複数作曲家の各資料群が互いに補完する関係にあることを示す論考も現れた。1994年12月には第18回音楽之友社賞を受賞。
2009年になり近代音楽館の将来をより安定させようという遠山一行館長の決断により、2010年日本近代音楽館は閉館し、学校法人明治学院に全ての資料が移管された。閉館時には蔵書・資料50万点、記念文庫・コレクション128であった。また登録利用者数は5,780名にのぼった。なおこの年6月に日本近代音楽館は渡邉曉雄音楽基金特別賞を受賞した。

### 特別展一覧
- 第1回 近代日本のうた展 1987.11.1-11.29
- 第2回 楽譜にみる近代日本の合唱曲―「埴生の宿」から「合唱讃歌」まで 1988.4.26-5.29
- 第3回 奏楽堂展 開館1周年記念 1988.9.27-10.30
- 第4回 楽譜にみる近代音楽の合唱曲―戦後篇 (1946-1958) 1989.5.16-6.11
- 第5回 奏楽堂展 奏楽堂百周年記念特別展 1990.4.29-5.17
- 第6回 近代日本のピアノ曲とピアニストたち 1991.2.5-3.3
- 第7回 楽譜出版にみる日本の洋楽 1991.4.23-5.26
- 第8回 橋本國彦展 (日本の作曲家シリーズ 1) 1991.11.3-12.8
- 第9回 楽譜の装幀―セノオ楽譜を中心に 1992.4.28-5.31
- 第10回 山田一雄展 (日本の作曲家シリーズ 2) 1992.9.1-9.27
- 第11回 洋楽の本―音楽書にみる日本近代音楽の歩み (戦前篇) 1993.4.27-5.30
- 第12回 深井史郎展 (日本の作曲家シリーズ 3) 1993.11.2-12.5
- 第13回 日本を訪れた名演奏家たち―大正期を中心に 1995.4.25-5.28
- 第14回 芥川也寸志展 (日本の作曲家シリーズ 4) 1995.10.21-11.26
- 第15回 日本を訪れた名演奏家たち―第二次世界大戦前後 1996.4.23-6.2
- 第16回 山田耕筰展 (日本の作曲家シリーズ 5) 1996.11.2-12.15
- 第17回 明治の洋楽展 1997.4.29-6.1
- 第18回 戦後音楽の旗手たち―作曲家グループ・活動の軌跡 (1945-1960) 1998.4.28-6.7
- 第19回 矢代秋雄展 (日本の作曲家シリーズ 6) 1998.11.3-12.6
- 第20回 日本の音楽雑誌100年―音楽ジャーナリズムの系譜 1999.4.27-6.6[19]
- 第21回 作曲家群像―新興作曲家聯盟の人々 (日本の作曲家シリーズ 7) 1999.10.26-11.28
- 第22回 早坂文雄展 (日本の作曲家シリーズ 8) 2000.10.31-12.3
- 第23回 日本のオーケストラ―昭和期を中心として 2001.10.30-12.2
- 第24回 大田黒元雄とその仲間たち―「音楽と文学」の頃 2002.10.29-12.1
- 第25回 明治の作曲家たち―音楽の花ひらく頃 (日本の作曲家シリーズ 9) 2003.10.28-11.30
- 第26回 平尾貴四男展 (日本の作曲家シリーズ 10) 2005.11.1-11.27

## 明治学院大学期
2011年5月に明治学院大学図書館付属機関として開館した現在の日本近代音楽館は、明治以降の日本の洋楽に関する資史料を収集・保存し、一般に公開する機関として活動している。図書館内をリニューアルして設置された近代音楽館の施設は、島崎義治建築設計事務所の設計で、2013年度グッドデザイン賞を受賞した。また所蔵資料を使った展覧会「五線譜に描いた夢：日本近代音楽の150年」が、東京オペラシティ文化財団と明治学院大学共催で2013年10月11日～12月23日に東京オペラシティ アートギャラリーに於いて開催された。なお、近代音楽館の設立と運営に長年携わった遠山一行は2014年12月に逝去したが、その一周忌を迎えるにあたり日本近代音楽館は館名に「遠山一行記念」を冠し、2015年12月「明治学院大学図書館付属遠山一行記念日本近代音楽館」と改称した。2017年6月にはOPACを公開。ただし、現在検索できるのは印刷された資料や録音資料などで、作曲家の自筆楽譜などはOPACでは探せず、問い合わせを要する。

### 所蔵資料概要
日本近代音楽館の所蔵資料は次の通り。
- 一般資料：図書、雑誌、楽譜、録音資料など
- 記念文庫、コレクション：山田耕筰や芥川也寸志など作曲家の作品や関係資料、研究・評論家の蔵書、演奏家の活動記録 (一覧は「日本近代音楽館館報」に掲載されている[25])
- 作曲家の自筆譜を中心とするマイクロフィルム
- 国内演奏会のプログラム
- 「明治の洋楽」データベース、「日本のオペラ・管弦楽作品演奏用楽譜所在目録」データベース

### 利用案内
- 開館時間：木曜日・金曜日・土曜日 10:00-17:00
- 利用資格：音楽の研究、調査を目的とする満18歳以上の方
- 来館予約：開館時間内に電話 (03-5421-5657) での予約が必要
- 利用手続：利用登録要。身分を証明するものを持参
- 利用料金：当日利用のみは100円、年間利用は500円
- 文献複写：料金1枚40円、受付時間は10：00～16：00、複写は職員が行う

詳細と開館カレンダー、交通アクセスはウェブサイトを参照。

### レクチャーコンサート
- 第1回 東京シンフォニエッタとともに～西村朗氏を迎えて (2012.11.21)[26]
- 第2回 三善晃へのオマージュ (2014.3.22)[27]
- 第3回 洋楽渡来考 (2014.11.8)[28]
- 第4回 遠山一行先生とモーツァルト (2015.10.17)[29]
- 第5回 浅草オペラ100年の回想 (2016.11.23)[30]
- 第6回 前衛の種子たち―「グループ・音楽」の日々 (2017.11.11)[31]
- 第7回 松平頼則再考 (2018.12.15)[32]
- 第8回 オリンピックと音楽 (2019.12.14)[33]
- 第9回 武満徹の音楽と「自然」−歿後25年によせて (2021.2.20～3.31配信)[34]
- 第10回 日本の音楽雑誌五十年 − 1890年～1945年 (2022.2.15～3.31配信)[35]
- 第11回 蓄音機で聴く大佛次郎SPレコードコレクション（2023.3.18）[36]

### 明治学院コンサートシリーズ
明治学院大学国際学部が2005年から開催している明治学院コンサートシリーズでは、「日本近代音楽館によせて」と題したコンサートが6回開催された。各回で演奏された日本人作曲家は次の通り。会場は明治学院大学白金キャンパス内アートホール。
- 第1回 2011年9月25日 佐藤敏直、山田耕筰、高田三郎[37]
- 第2回 2011年11月23日 貴志康一、山田耕筰[38]
- 第3回 2012年2月10日 團伊玖磨、尾崎宗吉[39]
- 第4回 2012年9月30日 紺野陽吉、早坂文雄[40]
- 第5回 2013年5月12日 山田耕筰、下総皖一[41]
- 第6回 2015年8月8日 平井康三郎、信時潔、安部幸明[42]